# Christopher Bainbridge
Históricamente ha sido confundido con su contemporáneo Christopher Urswick, también deán de York y de Windsor.
Christopher Bainbridge (Westmorland, c. 1464 - Roma - 14 de julio de 1514) fue un eclesiástico británico. 

## Biografía
Doctorado en leyes en el Queen's College de la Universidad de Oxford, recibió varias prebendas en la catedral de Salisbury y en la de Lincoln. Arcediano de Surrey en 1501, deán de la catedral de York en 1503 y de la de Windsor en 1505; Master of the Rolls desde 1504, tres años después fue consagrado obispo de Durham y en 1508 promovido al arzobispado de York. 
Al año siguiente el rey Enrique VIII le comisionó como su embajador en Roma, donde en aquellos tiempos el papa Julio II se preparaba para la invasión de las tropas francesas de Luis XII en el transcurso de la Guerra de la Liga de Cambrai. 
Creado cardenal presbítero en el consistorio celebrado el 10 de marzo de 1511, recibió esa misma semana el capelo y el título de San Marcelino y San Pedro, oficiando como legado en Ferrara y en los Estados Pontificios y participando en el V concilio lateranense y en el cónclave de 1513 en que fue elegido León X.
Murió en Roma a los cincuenta años de edad envenenado por su capellán Rinaldo de Módena, y fue sepultado en el Colegio Inglés de esta misma ciudad. Tras ser encarcelado en el castillo de Sant'Angelo, Rinaldo confesó haber actuado por cuenta del obispo de Worcester Silvester de Giglis, que por aquellas fechas ejercía como embajador inglés ante la Santa Sede; en su defensa, éste alegó que aquel actuaba movido por el rencor de haber sido despedido de su servicio varios años antes en Inglaterra, y consiguió que se retractase de su declaración. Rinaldo se suicidó en prisión, y el proceso contra Giglis fue sobreseído. 